# Pagerpelah
Pagerpelah is een bestuurslaag in het regentschap Banjarnegara van de provincie Midden-Java, Indonesië. Pagerpelah telt 1732 inwoners (volkstelling 2010).